# 天主教法戈教區
天主教法戈教區（拉丁語：Dioecesis Fargensis）是美國一個羅馬天主教教區，以法戈為中心。屬天主教聖保祿及明尼波利斯總教區。轄區包括北達科他州東部的三十個縣。
2006年有教友82,891人、138個堂區、127名司鐸。現任主教撒慕爾·阿奎拉。1889年1月10日設教區，稱為詹姆斯敦教區。1897年4月6日易名。